# Rajko Hrvat
Rajko Hrvat (ur. 25 września 1986 w Koprze) – słoweński wioślarz.

## Osiągnięcia
- Mistrzostwa Świata U-23 – Hazewinkel 2006 – jedynka wagi lekkiej – 17. miejsce[1].
- Mistrzostwa Świata U-23 – Glasgow 2007 – jedynka wagi lekkiej – 18. miejsce[1].
- Mistrzostwa Europy – Montemor-o-Velho 2010 – jedynka wagi lekkiej – 11. miejsce[1].